# Liste der Einträge in das National Register of Historic Places im Luna County
Diese Liste der Einträge im National Register of Historic Places im Luna County enthält alle im Luna County, New Mexico in das National Register of Historic Places eingetragenen Gebäude, Bauwerke, Objekte, Stätten oder historischen Distrikte.
Diese Liste entspricht dem Bearbeitungsstand des National Park Service/National Register of Historic Places vom 18. Oktober 2024.

## Legende
| NRHP | Historic Place                      |
| NHLD | National Historic Landmark District |
| HD   | National Historic District          |

## Aktuelle Einträge
| [ 2 ] | Name                                 | Bild                                 | Eintragsdatum                 | Lage                                                                                     | Ort      | Beschreibung |
| ----- | ------------------------------------ | ------------------------------------ | ----------------------------- | ---------------------------------------------------------------------------------------- | -------- | ------------ |
| 1     | Deming Armory                        | Deming Armory                        | 21. Apr. 1983 ID-Nr. 83001624 | 301 S. Silver Avenue 32° 15′ 59″ N, 107° 45′ 21″ W                                       | Deming   |              |
| 2     | Downtown Deming Historic District    | weitere Bilder                       | 25. Sep. 2013 ID-Nr. 13000769 | zwischen der Silver Ave., Pine, Maple und Copper Street 32° 16′ 2,4″ N, 107° 45′ 30,7″ W | Deming   |              |
| 3     | Seaman Field House                   | Seaman Field House                   | 20. Feb. 1990 ID-Nr. 90000102 | 304 Silver Avenue 32° 15′ 59,5″ N, 107° 45′ 26,6″ W                                      | Deming   |              |
| 4     | Luna County Courthouse and Park      | Luna County Courthouse and Park      | 5. Okt. 1977 ID-Nr. 77000925  | 700 S. Silver Avenue 32° 17′ 21″ N, 107° 45′ 24″ W                                       | Deming   |              |
| 5     | Mahoney Building                     | Mahoney Building                     | 30. Sep. 1980 ID-Nr. 80002551 | 122 S. Gold Street 32° 16′ 3,6″ N, 107° 45′ 32,2″ W                                      | Deming   |              |
| 6     | Upton Site                           |                                      | 9. Dez. 1980 ID-Nr. 80002552  | Adresse nicht veröffentlicht                                                             | Deming   |              |
| 7     | US Post Office-Deming Main           | weitere Bilder                       | 23. Feb. 1990 ID-Nr. 90000139 | 201 W. Spruce Street 32° 16′ 3,4″ N, 107° 45′ 37″ W                                      | Deming   |              |
| 8     | Village of Columbus and Camp Furlong | Village of Columbus and Camp Furlong | 15. Mai 1975 ID-Nr. 75001164  | Teilbereiche von Columbus und dem Pancho Villa State Park 31° 49′ 39″ N, 107° 37′ 50″ W  | Columbus |              |